# Otomo (Film)
Otomo ist ein deutsches Filmdrama aus dem Jahr 1999, das auf einer wahren Begebenheit – dem Polizistenmord auf der Gaisburger Brücke – basiert. Der Film versucht, die Lebensumstände des gesellschaftlich isolierten Asylbewerbers Frédéric Beyida-Otomo darzustellen, die ihn zu der Tat gebracht haben könnten. Seine Vorstrafe wegen gefährlicher Körperverletzung aus dem Vorjahr bleibt im Film jedoch unerwähnt. Vor dem Abspann wird folgender Text eingeblendet:
„Am 9. [korrekt wäre 8.] August 1989 starben in Stuttgart
auf der Gaisburger Brücke zwei junge Polizeibeamte
und Frederic Otomo.
Drei weitere Beamte wurden schwer verletzt.
Der Film basiert auf Tatsachen, die über das Leben
von Frederic Otomo bekannt sind.
Wo er sich in der Zeit zwischen der Fahrausweisprüfung
in der Stuttgarter Straßenbahn um 6:14 Uhr und der Festnahme
auf der Gaisburger Brücke um 9:08 Uhr aufhielt ist nicht bekannt.“

## Handlung
Am 8. August 1989 um 4 Uhr morgens packt der westafrikanische Asylbewerber Frederic Otomo einen Koffer, legt auf die Kleidung ein paar abgegriffene Bücher, nimmt ein Bajonett, das er in eine Zeitung wickelt und geht durch die Flure eines Wohnheims. An der Pforte gibt er dem schläfrigen Pförtner seinen Koffer zur Aufbewahrung. Otomo macht sich auf den Weg zu einer Zeitarbeitsvermittlung, wo bereits viele Männer vor verschlossenem Tor warten. Zur selben Zeit fährt der Polizist Heinz mit seinem Kollegen und Freund Rolf Streife. Otomo bekommt keine Arbeit, weil er keine Arbeitsgenehmigung hat. Seine Papiere, die er dem Arbeitsvermittler vorlegt, sagen, dass er als Asylbewerber nur eine Duldung habe und so keine Arbeit bekomme. Otomo verlässt frustriert die „Jobbörse“. Er fährt mit der Straßenbahn in die Stadt.
Bei einer Fahrausweisüberprüfung kommt es zu einer Auseinandersetzung mit einem der beiden Straßenbahnkontrolleure über die Gültigkeit seines Fahrscheins. Der Prüfer hält den vermeintlichen Schwarzfahrer fest. Otomo, der um die Gültigkeit seines Fahrscheines weiß, reißt sich an der nächsten Haltestelle gewaltsam los und flieht aus der Straßenbahn. Dabei verliert er seine Tasche. Die Straßenbahnkontrolleure erstatten Anzeige wegen Körperverletzung. Eine Fahndung nach dem Flüchtenden wird eingeleitet, während auf der Polizeiwache die Tasche Otomos untersucht wird. Man findet ein Säckchen Erde, einen Lebenslauf, einen Brief an den Bundespräsidenten, aus dem hervorgeht, dass er aus Liberia kommt und flüchten musste, dass er möglicherweise ein Deutscher ist, weil sein Vater in Kamerun in der deutschen Armee kämpfte. Man findet unter den Papieren ein Bewerbungsschreiben an Daimler-Benz. In einem Großeinsatz sucht die Polizei Otomo. Auch Heinz und Rolf nehmen im Rahmen ihrer Streife die Suche nach dem Afrikaner auf. Dieser versteckt sich in den Schrebergärten des Stuttgarter Ostens.
Als er das Gefühl hat, die Suche nach ihm sei eingestellt, bewegt er sich freier, geht in eine Kirche, wo er betet, besucht ein Restaurant, in dem er ein Frühstück bekommt, versucht auf einem Parkplatz, auf dem Fernlaster aus ganz Europa stehen, in einen Laster aus Holland zu steigen. Der Fahrer erwischt ihn dabei, bietet ihm aber an, ihn für 400 DM mitzunehmen. In zwei Stunden werde er nach Amsterdam fahren. Otomo aber hat nicht genügend Fluchtgeld. Er setzt sich an den Neckar, zerreißt seine Papiere und wirft sie ins Wasser. Plötzlich steht ein kleines Mädchen neben ihm und drückt ihm eine Blume in die Hand. Otomo will sie nicht. Dem Kind gelingt es, Otomo aus seiner Starrheit zu lösen. Es kommt Gisela, die Großmutter des Mädchens hinzu. Otomo packt sie am Arm und fordert Geld von ihr. Sie lässt sich von Otomo nicht einschüchtern. Sie fragt ihn nach seinem Namen, lädt ihn ein in die Wohnung ihrer Tochter, wo sie gerade auf Besuch ist, und führt ihm dort im Wohnzimmer afrikanische Tänze vor. Schließlich hebt sie Geld von einem Sparbuch ab, das sie aus einer Schublade der ärmlichen Wohnung holt.
Heinz und Rolf fahren inzwischen weiterhin ihre Streife und suchen Otomo. Heinz sagt, er sei sicher, den Schwarzen heute zu kriegen. Die Wege kreuzen sich. Der Streifenwagen der Polizisten steht vor dem Haus, in dem Otomo mit Gisela und deren Enkelkind ist. Als Otomo mit dem Geld für seine Flucht auf den Parkplatz rennt, um den Laster nach Holland zu besteigen, sieht er diesen gerade abfahren. Die beiden Polizisten, die Otomo rennen sehen, verfolgen ihn. Auf der Gaisburger Brücke halten sie ihn fest. Im Verlauf der Personenüberprüfung treffen vier weitere Polizisten ein. Otomo widersetzt sich dem Versuch der Beamten, ihn abzuführen. Mit dem Rücken zum Geländer stehend, greift er in die Innentasche seiner Jacke, zückt sein Bajonett und sticht auf die Beamten ein. Er tötet Heinz und Rolf und verletzt drei weitere Polizisten, bevor er selbst von der Waffe eines der verletzten Beamten tödlich getroffen wird. Mit Archivaufnahmen von der Trauerfeier für die getöteten Polizisten und mit stummen Bildern von der Beerdigung Otomos endet der Film.

## Hintergrund
Der Film erzählt die drei letzten Stunden im Leben des Afrikaners Albert Ament. Dieser war 1981 als blinder Passagier auf einem Frachtschiff aus Liberia nach Deutschland gekommen. Sein Asylantrag wurde 1982 abgelehnt, er konnte aber nicht abgeschoben werden, weil ihn kein anderes Land aufnehmen wollte. 1988 wurde er wegen gefährlicher Körperverletzung verurteilt. Zuletzt wohnte Ament in einem Stuttgarter Kolpinghaus in einem 14 Quadratmeter großen Zimmer, das die Caritas für ihn gemietet hatte.
Am 8. August 1989 wurde er bei einer Fahrausweisüberprüfung in einer Stuttgarter Straßenbahn festgehalten. Er geriet jedoch in Panik, riss sich gewaltsam los und floh. Als Ament wenige Stunden später auf der Gaisburger Brücke von sechs Polizisten gestellt wurde, widersetzte er sich der Festnahme und tötete die beiden Beamten Harald Poppe und Peter Quast mit einem Bajonett. Drei weitere wurden schwer verletzt, ehe Ament von fünf Schüssen der Polizisten tödlich verletzt wurde.

## Historische Fehler
Trotz aufwändiger Recherchearbeit, für die der Regisseur sogar zwei Zimmer eines Abrisshauses in Otomos Wohnumgebung anmietete, enthält der Film mindestens einen historischen Fehler.
In der ersten Hälfte des Films rappt der junge Polizist Rolf seinem älteren Kollegen einen selbstkomponierten Text vor. Inhaltlich erinnert das Stück an die frühen Texte der Fantastischen Vier, jedoch wurde die Entstehung des Deutsch-Rap von den Medien erst Anfang der 90er wahrgenommen. Theoretisch wäre es aber möglich gewesen, dass der junge Polizist den ersten Auftritt der Stuttgarter Band im Juli 1989 in Stuttgart-Wangen besucht hatte und dadurch inspiriert wurde.
Gravierender ist der Fehler, dass der Polizist in seinem Text u. a. das Rapstück Oh Shit – Frau Schmidt des Dortmunder Rappers Der Wolf erwähnt, welches jedoch erst acht Jahre später herauskam und im deutschsprachigen Raum Chartplatzierungen erreichte.